# Peter Fedor
Peter Fedor (* 4. června 1976 Čadca) je slovenský ekolog, zoolog, a vysokoškolský učitel, od roku 2019 děkan Přírodovědecké fakulty Univerzity Komenského v Bratislavě (PriF UK).  

## Život a kariéra
Po maturitě studoval v letech 1994 až 1998 environmentalistiku na Přírodovědecké fakultě Univerzity Komenského v Bratislavě. V letech 1998 až 2002 poté absolvoval doktorské studium v oboru environmentální ekologie. V rámci tohoto studia získal v roce 2000 po úspěšném absolvování rigorózní zkoušky titul doktora přírodních věd. O pouhé tři roky později se v oboru habilitoval a v roce 2013 byl jmenován profesorem pro obor environmentální ekologie. Ještě předtím se v roce 2011 stal proděkanem PriF UK pro doktorské studium.
V listopadu 2018 byl zvolen děkanem své alma mater, když získal 49 ze 49 hlasů (tj. 100 %) od členů fakultního akademického senátu. Funkce děkana se ujal v únoru 2019 a mandát posléze obhájil i v roce 2022, když získal 29 hlasů od 45 přítomných členů akademického senátu; kandidoval proti němu totiž bývalý děkan PriF UK Milan Trizna, který získal 14 hlasů. V roce 2024 se stal členem Učené společnosti Slovenska.